# Oriol Vilella i Sala
Oriol Vilella i Sala (Barcelona, 1974) és un músic català resident a Andorra, membre de Madretomasa i guitarrista d'Hysteriofunk, és director artístic del festival Jambo Street Music d'Andorra la Vella, i té dues acadèmies d'ensenyament musical especialitzat en rock.